# The Blanton–Webster Band
The Blanton–Webster Band è una raccolta di Duke Ellington pubblicata nel 1990.

## Descrizione
Raccoglie i nastri master di tutte le incisioni della Duke Ellington's Orchestra durante gli anni 1940-1942, con in organico il contrabbassista Jimmy Blanton e il tenorsassofonista Ben Webster. Le registrazioni furono in origine incise per l'etichetta RCA Victor durante quello che i critici musicali considerano il periodo d'oro dell'orchestra di Ellington. I tre compact disc della raccolta contengono molti brani diventati dei classici, con arrangiamenti (a opera di Ellington e Billy Strayhorn) spesso innovativi e creativi.
La compilation non include versioni alternative o i duetti di Ellington con Jimmy Blanton, disponibili altrove. Con 66 tracce, la selezione include molti dei classici di Ellington.
Blanton rimase con l'orchestra di Ellington per soli due anni, ritirandosi dalle scene nel 1941 a causa della tubercolosi, e morendo l'anno successivo all'età di 23 anni. A dispetto del titolo della raccolta, Blanton non compare nelle ultime 17 tracce in scaletta, essendo stato rimpiazzato da Alvin "Junior" Raglin.
Nel 2003 la raccolta è stata ristampata in edizione rimasterizzata con l'aggiunta di brani aggiuntivi.

## Tracce
- Tutte le tracce sono opera di Duke Ellington, tranne dove indicato diversamente.

### Disco 1
1. You, You Darlin' (M.K. Jerome, Jack Scholl) - 3:19
2. Jack the Bear- 3:15
3. Ko Ko - 2:39
4. Morning Glory (Ellington, Rex Stewart) - 3:15
5. So Far, So Good (Jack Lawrence, Jimmy Mundy, E.G. White) - 2:50
6. Conga Brava (Ellington, Juan Tizol) - 2:54
7. Concerto for Cootie - 3:19
8. Me and You - 2:54
9. Cotton Tail - 3:08
10. Never No Lament (Don't Get Around Much Anymore) (Ellington, Bob Russell) - 3:15
11. Dusk - 3:19
12. Bojangles - 2:50
13. A Portrait of Bert Williams - 3:09
14. Blue Goose - 3:21
15. Harlem Air Shaft - 2:57
16. At a Dixie Roadside Diner (Joe Burke, Edgar Leslie) - 2:45
17. All Too Soon (Ellington, Carl Sigman) - 3:28
18. Rumpus in Richmond - 2:46
19. My Greatest Mistake (Jack Fulton), Jack O'Brien) - 3:27
20. Sepia Panorama - 3:20
21. There Shall Be No Night (Gladys Shelley, Abner Silver) - 3:05
22. In a Mellow Tone (Ellington, Milt Gabler) - 3:19

### Disco 2
1. Five O'Clock Whistle (Kim Gannon, Gene Irwin, Josef Myrow) - 3:18
2. Warm Valley - 3:20
3. The Flaming Sword - 3:06
4. Across the Track Blues - 2:58
5. Chloe (Gus Kahn, Neil Moret) - 3:24
6. I Never Felt This Way Before (Al Dubin, Ellington) - 3:23
7. The Sidewalks of New York (James W. Blake, Charles B. Lawlor) - 3:14
8. Flamingo (Edmund Anderson, Ted Grouya) - 3:22
9. The Girl in My Dreams Tries to Look Like You - 3:19
10. Take the "A" Train (Billy Strayhorn) - 2:54
11. Jumpin' Punkins - 3:33
12. John Hardy's Wife - 3:28
13. Blue Serge - 3:20
14. After All (Strayhorn) - 3:19
15. Bakiff (Tizol) - 3:23
16. Are You Sticking? - 3:02
17. Just A-Sittin' and A-Rockin' (Ellington, Gaines, Strayhorn) - 3:33
18. The Giddybug Gallop - 3:29
19. Chocolate Shake (Ellington, Paul Francis Webster) - 2:50
20. I Got It Bad (and That Ain't Good) (Ellington, Webster) - 3:17
21. Clementine (Strayhorn) - 2:53
22. Brown-Skin Gal (In the Calico Gown) (Ellington, Webster) - 3:06

### Disco 3
1. Jump for Joy (Ellington, Sid Kuller, Webster) - 2:50
2. Moon Over Cuba (Ellington, Tizol) - 3:09
3. Five O'Clock Drag - 2:49
4. Rocks in My Bed - 3:06
5. Bli-Blip (Ellington, Kuller) - 3:03
6. Chelsea Bridge (Strayhorn) - 2:52
7. Rain Check (Strayhorn) - 2:28
8. What Good Would It Do? (Harry James, Buddy Pepper) - 2:44
9. I Don't Know What Kind of Blues I Got - 3:13
10. Perdido (Ervin Drake, H.J. Lengsfelder, Tizol) - 3:08
11. C Jam Blues (Barney Bigard, Ellington) - 2:37
12. Moon Mist - 2:58
13. What Am I Here For? (Ellington, Frankie Laine) - 3:28
14. I Don't Mind (Ellington, Strayhorn) - 2:49
15. Someone - 3:09
16. My Little Brown Book (Strayhorn) - 3:13
17. Main Stem - 2:47
18. Johnny Come Lately (Strayhorn) - 2:39
19. Hayfoot, Strawfoot (Drake, Lengsfelder, Paul McGrane) - 2:30
20. Sentimental Lady - 2:58
21. A Slip of the Lip (Can Sink a Ship) (Ellington, Henderson) - 2:54
22. Sherman Shuffle - 2:38

## Formazione

### Musicisti
- Ivie Anderson: voce
- Barney Bigard: clarinetto, sax tenore
- Jimmy Blanton: contrabbasso
- Lawrence Brown: trombone
- Harry Carney: clarinetto, sax alto, sax baritono
- Duke Ellington: pianoforte
- Sonny Greer: batteria
- Fred Guy: chitarra
- Otto Hardwick: sax alto
- Chauncey Haughton: clarinetto, sax tenore
- Johnny Hodges: clarinetto, sax alto, sax soprano
- Herb Jeffries: voce
- Wallace Jones: tromba
- Ray Nance: tromba, violino, voce
- Joe Nanton: trombone
- Alvin "Junior" Raglin: contrabbasso
- Rex Stewart: cornetta
- Billy Strayhorn: pianoforte
- Juan Tizol: trombone a pistoni
- Ben Webster: sax tenore
- Cootie Williams: tromba

### Produzione
- Steve Backer: produttore esecutivo
- Ed Begley: rimasterizzazione
- Duke Ellington: arrangiamento
- Bob Porter: produzione discografica ristampa
- Billy Strayhorn: arrangiamento
- Mary Tucker: note interne